# Saint-Georges-de-Malbaie
Saint-Georges-de-Malbaie est un secteur de la ville de Percé, au Québec. Elle était une municipalité de 1881 à 1971.

## Histoire
Le canton de Malbaie est créé en 1842. La paroisse de Saint-Pierre de Malbaie est érigée canoniquement en 1860 et civilement en 1861.
Elle est scindée en deux municipalités en 1876. Au sud-ouest se trouve Saint-Pierre-de-la-Malbaie No. 1 (qui prendra par la suite le nom de Barachois) alors qu'au nord-est se trouve Saint-Pierre-de-la-Malbaie No. 2, qui deviendra Saint-Georges-de-Malbaie en l'honneur de Georges Prével (1823-1885), pionnier et bienfaiteur de l'endroit.

## Localités
- Prével[3].
- Pointe-Saint-Pierre[4]
- Belle-Anse[5]

## Rocher Tête d'indien
Une halte routière est aménagée au bord de la route 132 permettant d'observer une paréidolie visuelle, soit un rocher appelé « Tête d'indien ». Il se trouve au sud du village de Saint-Georges-de-Malbaie, à Pointe-Saint-Pierre. (48° 38′ 07″ N, 64° 10′ 37″ O)

## Images

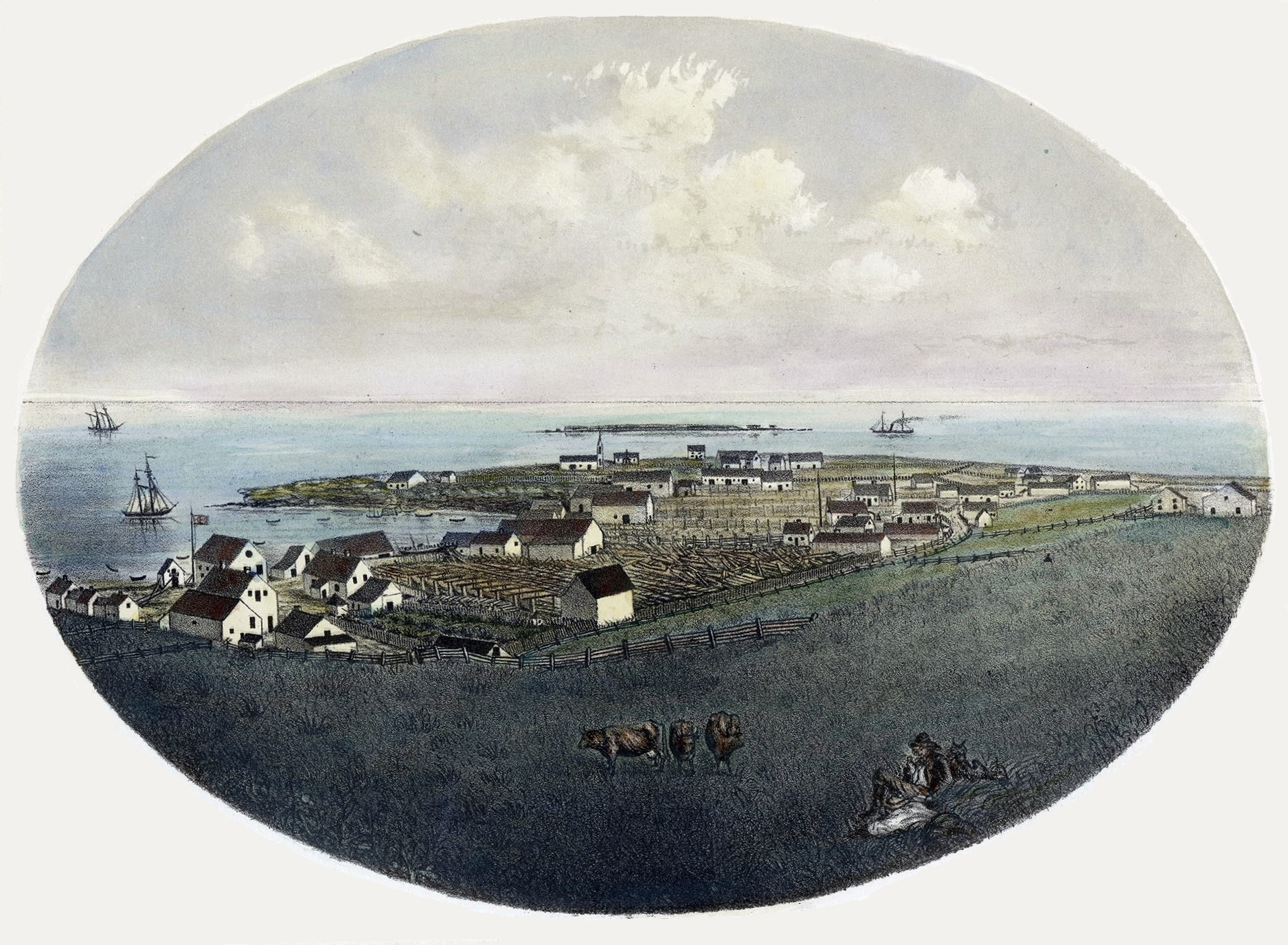
Pointe-Saint-Pierre, 1866.
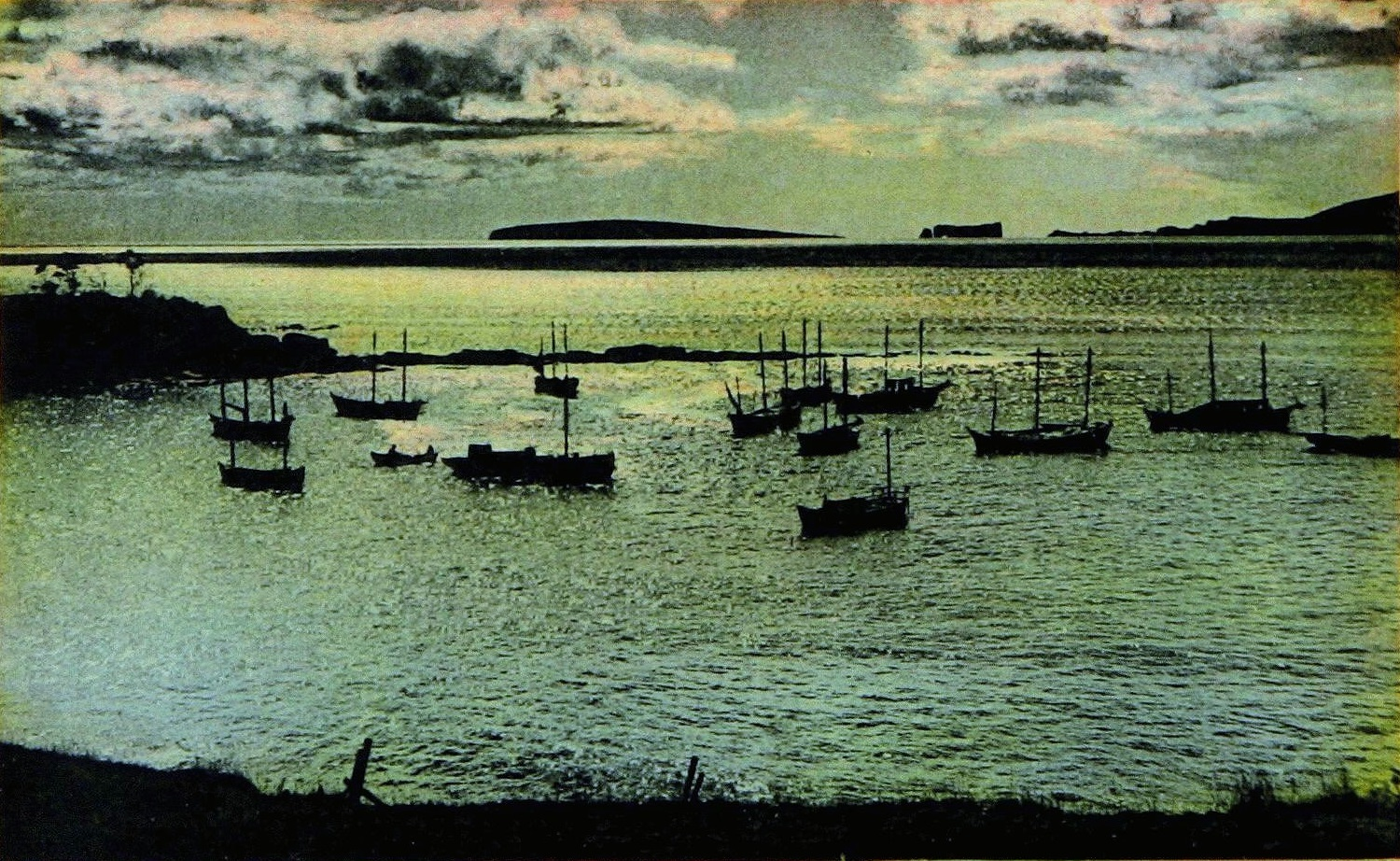
Vue de Belle-Anse, 1930.
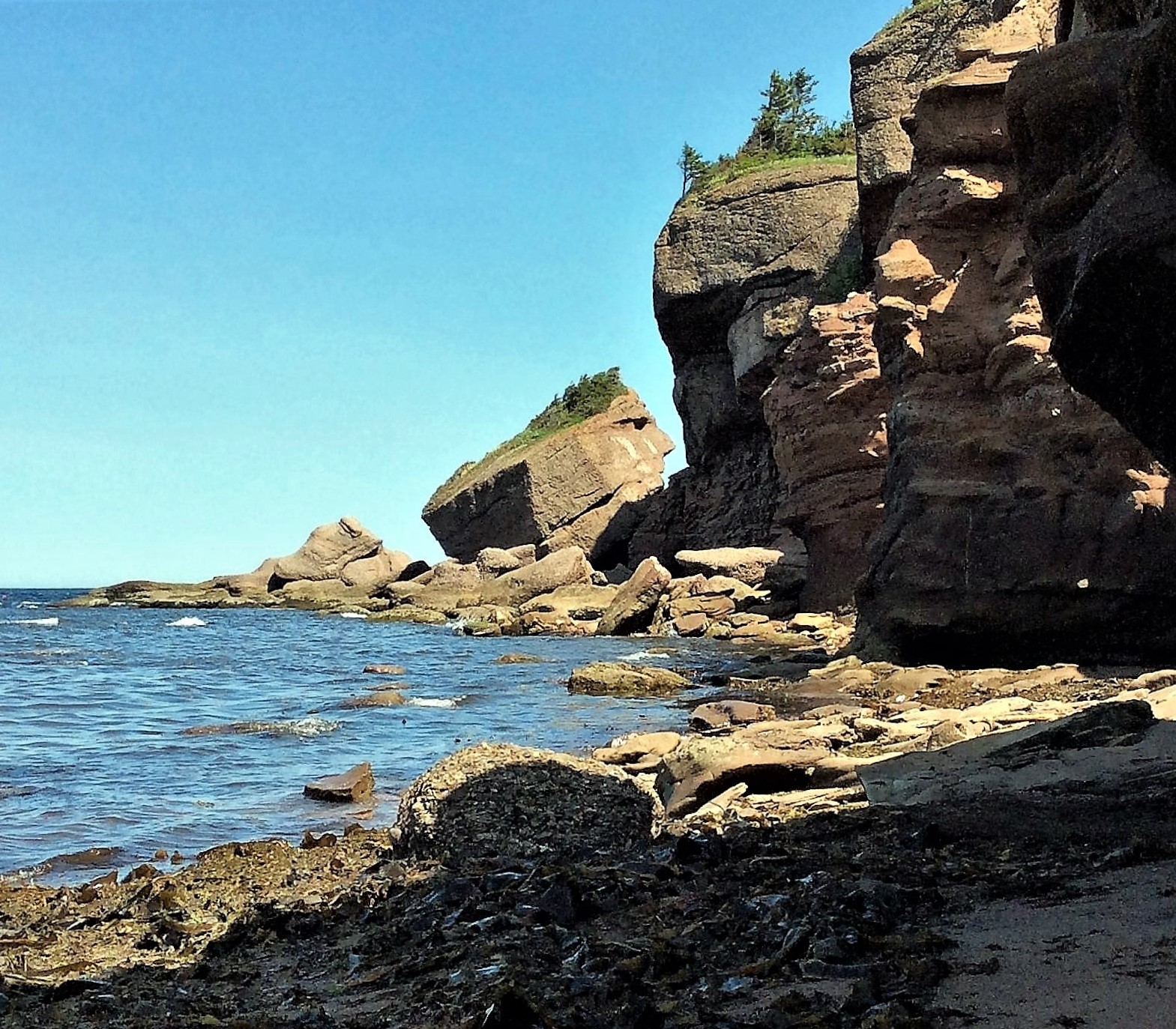
Rocher Tête d'indien.

## Démographie
| 1921  | 1931  | 1941  | 1951  | 1956  | 1961  | 1966  |
| ----- | ----- | ----- | ----- | ----- | ----- | ----- |
| 1 270 | 1 300 | 1 318 | 1 232 | 1 333 | 1 164 | 1 082 |